# تاناتاری
تاناتاری (به لاتین: Tănătari) یک منطقهٔ مسکونی در مولداوی است که در Căuşeni District واقع شده‌است.